# Geltinger Bucht
Koordinaten: 54° 46′ 55″ N, 9° 51′ 21″ O

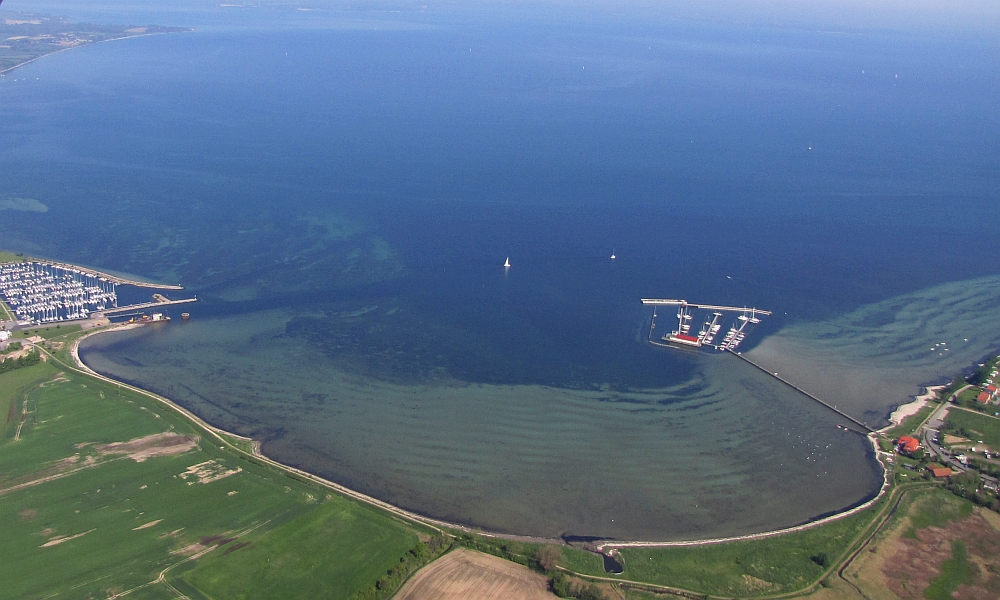
Luftbild der Geltinger Bucht von Süden: v.l. Gelting-Mole und Wackerballig, obere Ecke links die Landzunge bei Habernis an der Flensburger Förde (Foto 2012)

Die Geltinger Bucht ist eine Bucht der Ostsee an der nordöstlichen Küste von der Region Angeln am Ausgang der Flensburger Förde bei Gelting. Somit erstreckt sich die Bucht von Habernis im Nordwesten über das südlich gelegene Wackerballig zum östlich gelegenen Naturschutzgebiet Geltinger Birk. Die Küstenlänge der Bucht beträgt um die 15 Kilometer. Es führt derzeit keine Schifffahrtsstrecke der Berufsschifffahrt durch die Bucht.
Die Küstenregion gehört zum Amt Geltinger Bucht mit deren Verwaltungssitz in Steinbergkirche. Die Region der Geltinger Bucht ist zu Lande geprägt von Landwirtschaft und Tourismus, zu Wasser vom Segelsport und etwas Fischerei.

## U-Boot-Selbstversenkungen zum Kriegsende
In der Geltinger Bucht wurden während der Nacht vom 4. zum 5. Mai 1945, gemäß dem lange bestehenden, allerdings von Großadmiral Dönitz noch am Abend des 4. Mai 1945 aufgehobenen Regenbogen-Befehl, insgesamt 47 U-Boote der Kriegsmarine von ihren Besatzungen selbstversenkt, um sie nicht an die Siegermächte übergeben zu müssen. Diese Versenkung geschah somit zwanzig Kilometer entfernt vom Sonderbereich Mürwik bei Flensburg, wohin sich der letzte Reichspräsident Karl Dönitz zurückgezogen hatte, und unmittelbar vor der zu vollziehenden Teilkapitulation. Kurz nach der anschließenden bedingungslosen Kapitulation der Wehrmacht wurden auf dem Schnellbootbegleitschiff Buea, das in der Birk lag, die drei Matrosen Fritz Wehrmann, Alfred Gail und Martin Schilling wegen Fahnenflucht zum Tod verurteilt und am 10. Mai 1945 erschossen. Die Leichen der drei hingerichteten Matrosen wurden in der Ostsee versenkt. Ein Gedenkstein erinnert heute am Strand der Bucht an die drei Matrosen.

## Gelting-Mole
Vom 1. August 1965 bis zum 30. Juni 1999 bestand ein Schifffahrtsfährbetrieb für Personen- und Kraftfahrzeug-Beförderung zwischen Faaborg auf Fyn in Dänemark und Deutschland mit Linienführung durch die Geltinger Bucht zum Anleger Gelting Mole. Da die Fährentfernung 28 Seemeilen betrug und außerhalb damaliger Hoheitsgewässer führte, ging die Reederei von einem Geschäftsmodell aus, das neben dem Fährbetrieb und der Bewirtschaftung von Schnellrestaurants und Cafeterien einen erheblichen Warenverkauf zu zollfreien Preisen zum Gegenstand hatte. Diese sogenannten Butterfahrten trugen zu einem touristischen Aufschwung um die Geltinger Bucht bei. Nach Beschluss der Europäischen Union (EU) zur Einstellung des zollfreien Warenverkaufs innerhalb der Länder der EU ging für die Reederei nicht nur der Warenverkauf an Bord der Fähren zurück, sondern auch der Personentransfer im Zusammenhang mit den sogenannten Butterfahrten. Die Reederei der Faaborg – Gelting Mole Line stellte deshalb zum 30. Juni 1999 den Fährbetrieb durch die Geltinger Bucht mangels Rentabilität ein. Ein Teil der technischen Einrichtungen des Anlegers Gelting-Mole wurde zurückgebaut.
Die Gelting-Mole dient heute rein als Sporthafen.

## Auflieger

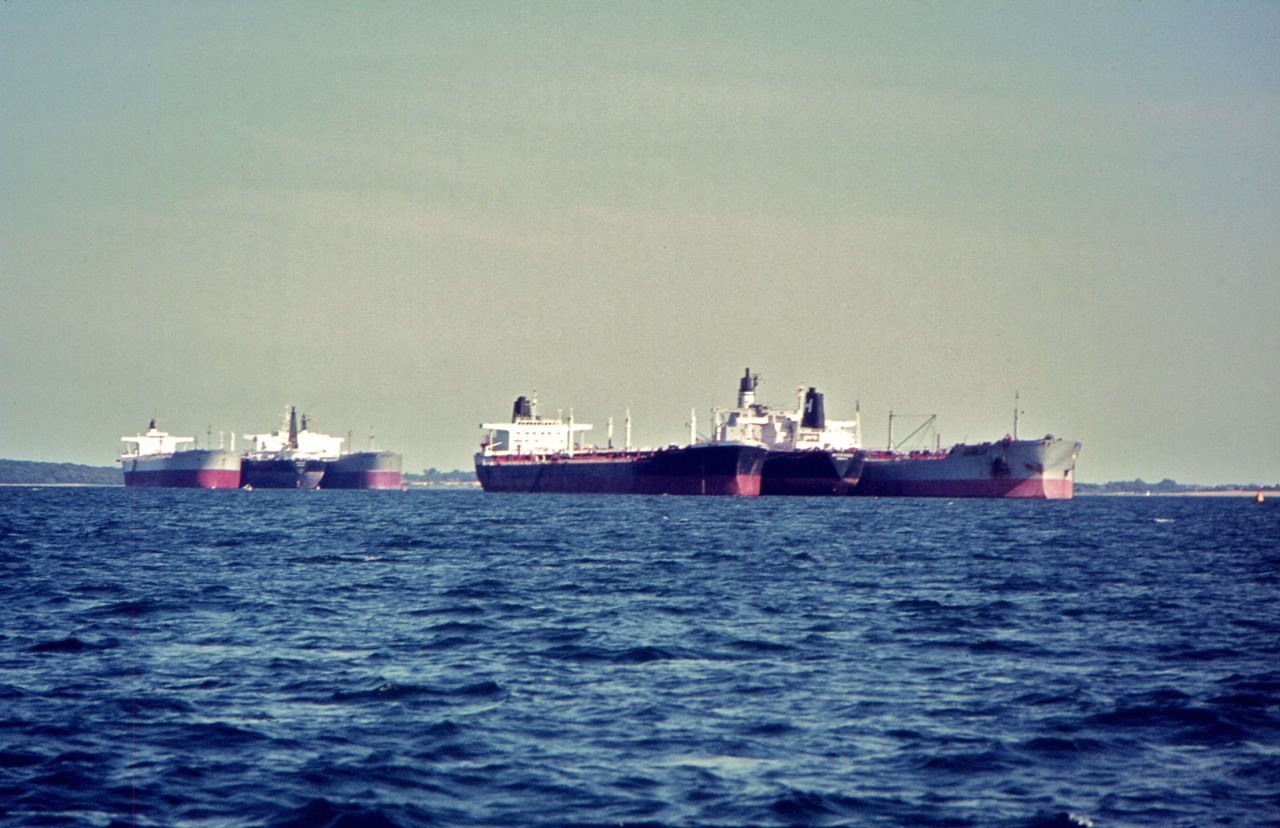
Aufgelegte Tanker in der Geltinger Bucht im Jahr 1976

In der Geltinger Bucht lagen während der Ölkrise von 1975 bis 1979 bis zu 14 Supertanker als Auflieger vor Anker.
Diese Schiffe waren wegen nicht vorhandener Aufträge oder geringer Frachtraten für eine Zeitlang stillgelegt. Manche Tanker wie die Wilhelmine Essberger wurden direkt nach dem Stapellauf auf der Howaldtswerke-Deutsche Werft in Kiel in der Geltinger Bucht aufgelegt. Die Geltinger Bucht eignet sich aufgrund ihrer geografischen Lage und der vorgelagerten Untiefe Kalkgrund (markiert durch einen Leuchtturm) besonders gut als Ankerplatz für Auflieger, da die Bucht auch über eine ausreichende Wassertiefe für Schiffe von 140 bis 300 Meter Länge verfügt. Versorgungsfahrten zu den Schiffen konnten problemlos vom nahe gelegenen Geltinger Hafen aus durchgeführt werden. Die Auflieger während der Ölkrise entwickelten sich auch als Touristenattraktion, die den Gaststätten und Hotels der Region Zusatzeinkünfte brachten.
Aufgrund der Schifffahrtskrise im Jahr 2009 wurden zunächst sehr konkrete Planungen zur Reaktivierung der Bucht als Ankerplatz für Auflieger wieder aufgegeben. Das Kieler Umweltministerium bewilligte jedoch lediglich fünf Liegeplätze für Auflieger, befristet auf drei Monate und gekoppelt an strenge Umweltauflagen.